# Vénus africaine
La Vénus africaine ("Venere africana") è una scultura realizzata dall'artista francese Charles Cordier intorno al 1851. Si tratta di una testa di gesso che ritrae una donna originaria dell'Africa subsahariana.

## Storia

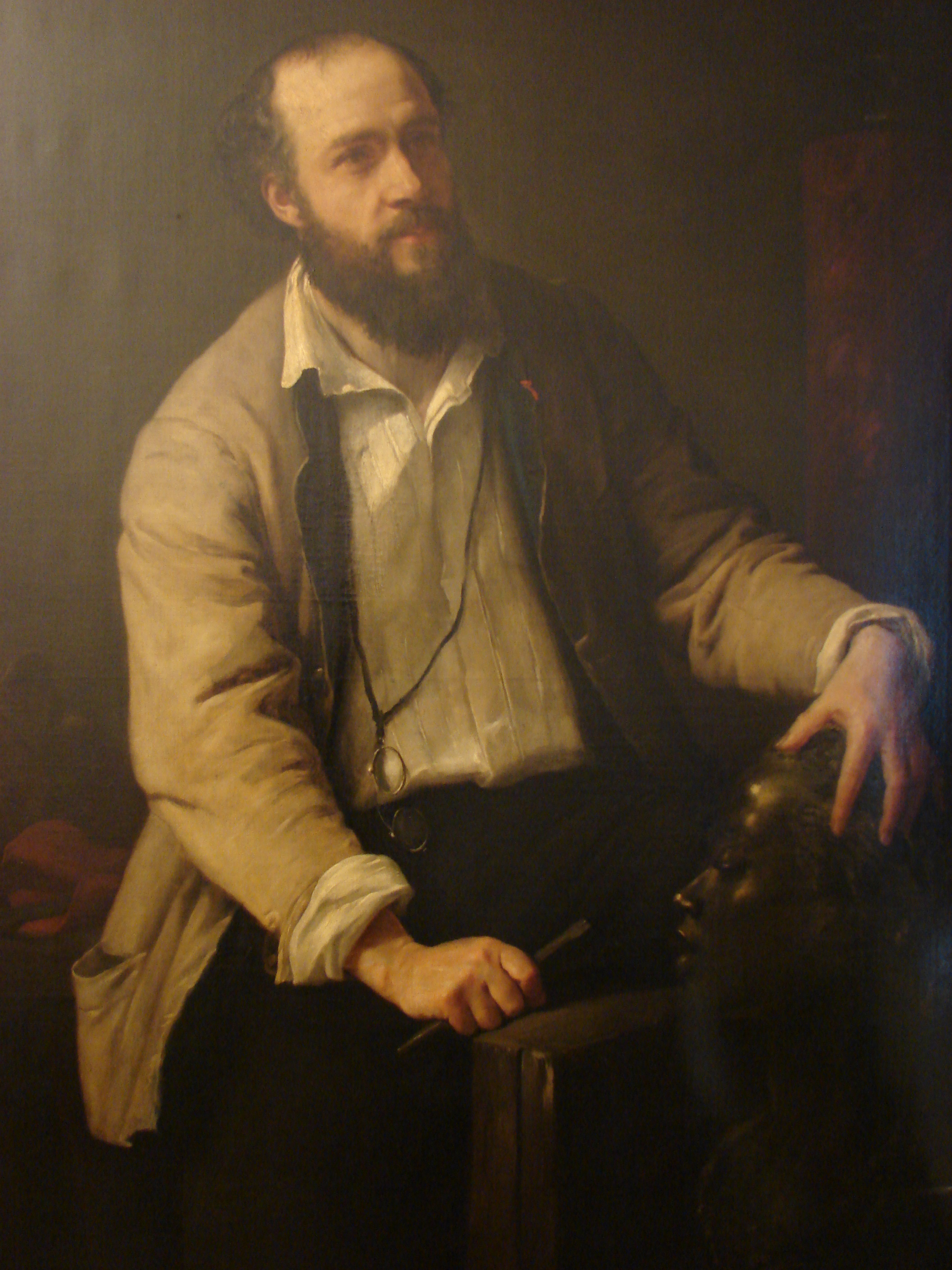
Un quadro del 1863, attribuito a Jacques Leman, che ritrae Cordier mentre scolpisce la Vénus africaine

Secondo Jean-René Gaborit, conservatore generale responsabile del dipartimento di sculture del museo del Louvre, la Vénus africaine sarebbe entrata al museo del Louvre attraverso una donazione di Marcel Cordier, nipote dello scultore, nel 1933. Il conservatore l'avrebbe riscoperta nei depositi del museo nel 1995. La Vénus africaine fa parte delle collezioni del museo d'Orsay dal 1997.

## Descrizione
La Vénus africaine, le cui dimensioni sono 13,5 × 11 × 7,5 cm, è una maschera in gesso patinato e pietra che ritrae il capo di una donna africana in miniatura. Il volto è quello della stessa persona ritratta nel busto La Nubienne ("La nubiana") che Cordier fuse nel bronzo intorno a quel periodo. Va anche detto che La Nubienne viene citata talvolta proprio con il titolo Vénus africaine.